# 1944 en Alberta
Chronologie de l'Alberta
- 1940
- 1941
- 1942
- 1943
- 1944
- 1945
- 1946
- 1947
- 1948

Cette page concerne des événements qui se sont produits durant l'année 1944 dans la province canadienne de l'Alberta.

## Politique
- Premier ministre : Ernest Manning du Crédit social
- Chef de l'Opposition : 	James H. Walker
- Lieutenant-gouverneur : John Campbell Bowen
- Législature :

## Événements
- 8 août : élection générale albertaine.